# Cuilco
Cuilco – miasto w zachodniej Gwatemali, w departamencie Huehuetenango, około 70 km na zachód od stolicy departamentu miasta Huehuetenango i około 20 km od granicy państwowej z Meksykiem. Miasto leży w kotlinie, w górach Sierra Madre de Chiapas, na wysokości 1159 m n.p.m. Według danych szacunkowych w 2012 roku liczba ludności miasta wyniosła 2006 mieszkańców.

## Gmina Cuilco
Jest siedzibą władz gminy o tej samej nazwie, która w 2012 roku liczyła 59 233 mieszkańców. Gmina jak na warunki Gwatemali jest średnia, a jej powierzchnia obejmuje 592 km².